# Municipio de East Buffalo
El municipio de East Buffalo (en inglés: East Buffalo Township) es un municipio ubicado en el condado de Union en el estado estadounidense de Pensilvania. En el año 2000 tenía una población de 5730 habitantes y una densidad poblacional de 141 personas por km².

## Geografía
El municipio de East Búffalo se encuentra ubicado porai lejos 40°56′00″N 76°51′59″O / 40.93333, -76.86639.

## Demografía
Según la Oficina del Censo en 2000 los ingresos medios por hogar en la localidad eran de $62 158 y los ingresos medios por familia eran $68 672. Los hombres tenían unos ingresos medios de $53 654 frente a los $30 833 para las mujeres. La renta per cápita para la localidad era de $26 459. Alrededor del 1,8 % de la población estaban por debajo del umbral de pobreza.